# Tokonatsu Musume
Singles de Coconuts Musume
Dance & Chance
(1999) Watashi mo I Love You
(2000)
Tokonatsu Musume (常夏娘) est le 3e single du groupe Coconuts Musume.

## Présentation
Le single, écrit et produit par Tsunku, sort le 17 mai 2000 au Japon sur le label SME Records. Il atteint la 64e place du classement de l'Oricon, restant classé pendant une semaine. Bien que s'écrivant différemment, avec un sens différent, le titre du disque et le nom du groupe se prononcent quasiment de la même façon en japonais.
C'est le premier disque du groupe enregistré en quatuor, sans Chelsea et April parties en janvier précédent, et avec Lehua arrivée en remplacement. C'est aussi le premier disque où le nom du groupe est écrit avec le "point japonais" graphique final (。), emblématique du groupe affilié Morning Musume.
La chanson-titre est chantée en japonais, bien que la moitié des membres (américaines) ne parlent pas cette langue. Elle ne figurera sur aucun album. Elle sera reprise en 2003 par le groupe affilié ZYX en "face B" de son single Shiroi Tokyo. Elle sera aussi interprétée en concert par trois membres de Morning Musume (Risa Niigaki, Eri Kamei, Aika Mitsui) lors d'une tournée du Hello! Project en 2008. Une version remixée par Kamishiro figure en "face B" du single. Kyoko Koizumi avait sorti une chanson homonyme en single en 1985, qui s'était classée n°1 à l'Oricon.
Membres du groupe
Ayaka ; Mika ; Danielle ; Lehua

## Liste des titres
1. Tokonatsu Musume (常夏娘?)
2. Tokonatsu Musume (Reggae Version) (常夏娘) (レゲエバージョン?)
3. Tokonatsu Musume (Backing Track) (常夏娘...?) (instrumental)